# Chonocentrum cyathophorum
Chonocentrum es un género monotípico de plantas con flores perteneciente a la familia Phyllanthaceae. Su única especie: Chonocentrum cyathophorum (Müll.Arg.) Pierre ex Pax & K.Hoffm. in H.G.A.Engler, Pflanzenr., IV, 147, XV: 205 (1922), es originaria de la cuenca del Amazonas en Brasil.
El género es aún poco conocido, John W.Hayden ha observado que la planta parece se han recogido sólo una vez, en la parte alta Río Negro de Brasil en la década de 1850, y sugiere que se ha extraviado taxonómicamente.

## Sinonimia
- Drypetes cyathophora Müll.Arg. in A.P.de Candolle, Prodr. 15(2): 454 (1866).[1]